# Voz activa
La voz activa es un tipo de voz gramatical por medio de la cual se conjuga el verbo de modo tal que el sujeto realice, ejecute o controle la acción del verbo, es decir, sea sujeto agente. 
Por ejemplo, en "Pedro come manzanas", el verbo come está en voz activa, porque su sujeto Pedro realiza la acción del mismo. Por el contrario, la voz pasiva es aquella en la que el verbo posee un sujeto que padece la acción, es decir, es un sujeto paciente, y no la realiza, ejecuta o controla, como ocurría en el caso de la voz activa: "Las manzanas son comidas por Pedro". Aquí el sujeto, las manzanas, no realizan la acción, y el verbo, son comidas, está en voz pasiva, que en español se forma con el verbo ser en el tiempo de la activa más el participio del verbo de la activa. 

## Voz activa según el tipo de lengua
Se trata de la voz gramatical no marcada o más frecuente en las oraciones de una lengua, ya sea esta nominativo-acusativa o absolutivo-ergativa. En ella, el agente consciente de una acción que realiza, ejecuta o controla la acción del verbo, es decir, es un sujeto agente: Pedro come pan. El verbo come está en voz activa, porque su sujeto, Pedro, realiza la acción del mismo. 
La voz activa puede darse tanto en lenguas de alineamiento morfosintáctico nominativo-acusativo como en lenguas ergativas. En ambos tipos de lenguas existe una voz "invertida" que cambia el papel del agente y el paciente y es diferente según el alineamiento morfosintático:
- La voz pasiva, aparece en lenguas nominativo-acusativas, y en ella el verbo posee un sujeto que padece la acción, es decir, es un sujeto paciente, y no la realiza, ejecuta o controla, como ocurría en el caso de la voz activa: Las peras son comidas por María y Pedro. Aquí el sujeto, las peras, no realizan la acción, y el verbo, son comidas, está en voz pasiva, que en español se forma con el verbo ser en el tiempo de la activa más el participio del verbo de la activa.
- La voz antipasiva, es el análogo de la pasiva en lenguas absolutivo-ergativas.

- Datos: Q1317831